# 衡阳大捷
衡阳大捷是南明军队在抵抗清朝军队中取得的一场战斗胜利。

## 经过
李定国率领南明军队先后取得靖州大捷和桂林大捷的胜利，收复湖南大部及广西全省。清军大败的消息传到北京后，清顺治帝大为震惊。永曆六年（1652年）七月，他派敬谨亲王尼堪统率八旗精兵南下进攻湖南。十一月十九日，尼堪率清军抵达湘潭，明将马进忠率部撤往宝庆。二十二日，清军前进至衡阳三十余里处，李定国派出一部诱敌，装模作样抵抗了一会儿，随即后撤。尼堪骄横自大，以为明军不堪一击，于是下令清军兼程前进，次日凌晨抵达衡阳，与李定国大军相遇。李定国事先埋伏重兵，命令前线将士稍作抵抗就主动后撤。尼堪率领清军“乘胜”追击了二十余里，陷入明军重重埋伏。清军进入包围圈后，明军全线出击，清军仓皇失措，迅速被明军击败，主帅尼堪与一等伯程尼在混战中被明军击毙。清军不敢再战，多罗贝勒屯齐率领残余清军垂头丧气退往长沙，不久被清廷革爵处理，明军取得了衡阳大捷的胜利，李定国使人绘孔有德、尼堪画像，“露布告捷”。

## 影响
衡阳大捷之后，各地南明军队和义军掀起了抵抗清军的大潮。如广东北部的安定伯马宝率部收复阳山、连州、连山，江西西部的刘京配合李定国麾下高永贵部收复永新、安福、永宁、龙泉。李定国率领明军取得一连串的大捷，击败清军数十万，清朝官员“号天大恸；自国家开创以来，未有如今日之挫辱者也”，连顺治帝也哀叹：“我朝用兵，从无此失。”黄宗羲赞道：“逮夫李定国桂林、衡阳之战，两蹶名王，天下震动。此万历戊午以来全盛天下所不能有。”